# استیو کو
استیو کو (انگلیسی: Steve Cowe؛ زادهٔ ۲۹ سپتامبر ۱۹۷۴) بازیکن فوتبال اهل بریتانیا است.
از باشگاه‌هایی که در آن بازی کرده‌است می‌توان به باشگاه فوتبال سایرون‌سستر تاون، باشگاه فوتبال سوئیندون تاون، باشگاه فوتبال نیوپورت کانتی، باشگاه فوتبال استون ویلا، باشگاه فوتبال ردیچ یونایتد، باشگاه فوتبال وستون سوپر مار، باشگاه فوتبال فارست گرین راورز، و باشگاه فوتبال هرفورد یونایتد اشاره کرد.